# Pholobius goffi
Pholobius goffi är en mångfotingart som beskrevs av Chamberlin 1940. Pholobius goffi ingår i släktet Pholobius och familjen stenkrypare. Inga underarter finns listade i Catalogue of Life.